# 박화성
박화성(朴花城, 1904년 5월 12일~1988년 1월 30일)은 대한민국의 소설가, 수필가이다. 본명은 박경순(朴景順)이고, 본관은 밀양(密陽)이며, 아호는 소영(素影)이다.

## 생애
1904년 대한제국 전라남도 무안부(현재의 대한민국 전라남도 목포시)에서 출생하였으며, 숙명여자고등보통학교를 졸업한 후 일본으로 건너가서, 일본 니혼 여자대학교 영어영문학과를 다니다가 중퇴하고 귀국하였다.
1925년 《조선문단》에 《추석 전야》가 발표되면서 문단에 등장하였다. 그 후 《사랑》, 《타오르는 별》 등 많은 장편 소설을 썼다. 초기 작품은 경향 문학적 색채가 짙고, 후기 작품은 도시의 애정론을 다룬 장편 작품이 많다. 1970년 예술원상을 수상하였다. 저서로는 《고향 없는 사람들》, 《눈보라의 운하》 등이 있다.
1930년대를 대표하는 한국 문학가로 여성 주체의 삶을 꿈꾸고 여성 억압적 현실과 맞서는 여성상을 내세우고, 사회적 모순을 폭로하는데 초점을 두고 글을 집필했다.
1958년 목포시문화상, 1966년 한국문학상, 1970년 대한민국예술원상, 1984년 3·1문화상 등을 받았다.

## 학력
- 숙명여자고등보통학교 졸업
- 니혼 여자대학교 영어영문학과 중퇴

## 가족 관계
- 오빠: 박제민
- 둘째 아들: 천승세 (1939년 ~ 2020년 11월 27일)

## 대표 작품
- 《추석 전야》
- 《타오르는 별》
- 《고향 없는 사람들》
- 《눈보라의 운하》

## 참고 문헌
- 장석주,《20세기 한국 문학의 탐험 2》, 시공사, 2007
- 한국민족문화대백과사전
- 이 문서에는 다음커뮤니케이션(현 카카오)에서 GFDL 또는 CC-SA 라이선스로 배포한 글로벌 세계대백과사전의 내용을 기초로 작성된 글이 포함되어 있습니다.